# Peter Rudolfi
Peter Rudolfi (* 1793 in Moggio Udinese, Friaul, Italien; † 15. Oktober 1852 in Völkermarkt) war ein österreichischer Maurermeister und Politiker.

## Leben
Rudolfi war römisch-katholischer Konfession und heiratete Theresia Faleschini (* 1796; † 15. Mai 1863). Aus der Ehe gingen mindestens zwei Söhne und eine Tochter hervor. 
Er war Maurermeister und Realitätenbesitzer in Völkermarkt/Velikovec, wo er auch Stadtbaumeister war.
Vom 17. Juli 1848 bis zu seinem Rücktritt („kränklichkeitshalber“) am 17. Oktober 1848 war er Abgeordneter im Provisorischen Kärntner Landtag. Die Nachwahl am 2. November 1848 scheiterte daran, dass nur drei Wahlberechtigte erschienen. 